# Spacecam
SpaceCam是一种航拍影像稳定系统，它安装在直升机上，是一个球型的吊舱，里面有一个三轴陀螺儀稳定装置，能保证里面的摄影机在吊舱晃动的情况下保持稳定。这本是武装直升机机腹火炮的瞄准控制技术，用于摄影上，却发挥了难以想象的作用。即使在高达1000mm的长焦距的情况下，在航拍状态下拍摄特写。